# Neoveitchia storckii
Espèce
Synonymes
- Kentia storckii (H.Wendl.) F.Muell. ex H.Wendl.[1]
- Veitchia storckii H.Wendl.[1]

Statut de conservation UICN

 EN B1ab(iii) : En danger
Neoveitchia storckii est une espèce de plantes de la famille des Arecaceae.

## Publication originale
- Le Palme della Nuova Caledonia 10. 1920.